# ريو 2
ريو 2 (بالإنجليزية: Rio 2)‏ هو فيلم كوميدي تم إنتاجه في الولايات المتحدة وصدر في سنة 2014. الفيلم من إخراج كارلوس سالدانيا وكتابة دون رايمر.

## بطولة
- جيسي آدم آيزينبيرغ
- آن هاثاواي
- ليزلي مان
- برونو مارس
- جيماين كليمان

## القصة
بلو وجول وأطفالهما الثلاثة يتركون عالمهم السحري في (ريو دي جانيرو) من أجل الذهاب في رحلةٍ مليئةٍ بالمغامرات إلي أعماق أدغال الأمازون. يمضي الصغار مع والديهما في تلك الرحلة من أجل رؤية باقي أفراد العائلة. تتعرف العائلة في رحلتها علي كثيرٍ من الشخصيات الجامحة. وعلي بلو الآن التغلب علي أكبر مخاوفه وهي رؤية حماه. تجد جول والدها الذي لم تره منذ فترةٍ طويلةٍ للغاية، وتكتمل سعادة العائلة. ولكن واهمٌ من يتخيل أن الرحلة سوف تقتصر فقط على المرح واللعب والسعادة. حيث يأتي نايجل إليهم رغبةً في الانتقام متوعدًا رد الصاع صاعين. وعلي الأصدقاء الآن التكاتف معًا من أجل الفوز عليه مرةً أخرى.

## روابط خارجية
- ريو 2 على موقع IMDb (الإنجليزية)
- ريو 2 على موقع ميتاكريتيك (الإنجليزية)
- ريو 2 على موقع روتن توميتوز (الإنجليزية)
- ريو 2 على موقع نتفليكس (الإنجليزية)
- ريو 2 على موقع قاعدة بيانات الأفلام العربية
- ريو 2 على موقع ألو سيني (الفرنسية)
- ريو 2 على موقع Turner Classic Movies (الإنجليزية)
- ريو 2 على موقع أول موفي (الإنجليزية)
- ريو 2 على موقع بوكس أوفيس موجو (الإنجليزية)
- ريو 2 على موقع فيلمافينيتي (الإسبانية)